# ماهینور ازدمیر
ماهینور اوزدمیر (۷ دسامبر ۱۹۸۲ شئربئک) نماینده ترک تبار پارلمان بلژیک است.
اوزدمیر به دلیل انکار وقوع نسل‌کشی ارمنی‌ها در بلژیک که مغایر قوانین تصویب شده آن کشور می‌باشد از حزب خود اخراج شد.
وی جوان‌ترین و همچنین نخستین بانوی مسلمانی است که به سمتی سیاسی در بلژیک رسیده است.

## فعالیت‌ها
ماهینور اوزدمیر از فعالان سیاسی و بنام بلژیک است که با حجاب خود توانسته چهره دیگری از اسلام را به مردم بلژیک معرفی کند. وی فارغ‌التحصیل رشته علوم سیاسی است. اوزدمیر از ۱۴ سالگی حجاب اسلامی را برای خود برگزیده است.

## اظهارنظرات
وی معتقد است: 
حجاب انتخاب من است و من به آن پایبند هستم. من می‌خواهم به همه نشان دهم که حجاب به هیچ وجه مانع پیشرفت زن نیست و هرگز نمی‌تواند یک مانع باشد. من ضمن رعایت حجاب در پارلمان تلاش خواهم کرد توانایی‌های یک زن مسلمان را نشان داده و به رفع مشکلات کشورم کمک کنم .

## انکار نسل‌کشی ارمنیان
اوزدمیر در آوریل سال ۲۰۱۵ میلادی، برخلاف سایر اعضای پارلمان بلژیک که به مناسبت صدمین سالگرد نسل‌کشی ارمنی‌ها یک دقیقه سکوت اختیار کرده بودند مخالفت کرده و از امضای بیانیه حزب دموکرات و مردم سالاری بلژیک در خصوص نسل‌کشی خواندن کشتار ارمنیان امتناع کرده بود. اوزدمیر به دلیل انکار وقوع نسل‌کشی ارمنیان در بلژیک که مغایر قوانین تصویب شده آن کشور می‌باشد از حزب خود اخراج شد.
پنوا لوتگن رهبر این حزب در این خصوص گفت:
«هر عضو این حزب باید به سیاستی که کشور ما در قبال موضوعی اتخاذ می‌کند پایبند بوده و از آن تبعیت کند.»